# كيفن بيلشر
كيفن بيلشر (بالإنجليزية: Kevin Belcher)‏ هو لاعب كرة قاعدة أمريكي، ولد في 8 أغسطس 1967 في واكو في الولايات المتحدة.

## وصلات خارجية
- كيفن بيلشر على موقعبيزبول رفرنس.كوم (الدوري الرئيسي) (الإنجليزية)
- كيفن بيلشر على موقعبيزبول رفرنس.كوم (الدوري الثانوي) (الإنجليزية)